# Gemäldegedicht
Das Gemäldegedicht ist eine in Gedichtform gefasste Ekphrasis beziehungsweise eine spezielle Form des Dinggedichts, dessen Gegenstand allgemein ein Werk der bildenden Kunst ist. Insofern es sich damit nicht nur auf Gemälde, sondern auch auf Werke der Graphik und der Skulptur bezieht, wird es oft treffender auch als Bildgedicht bezeichnet. Bei einem Gemäldegedicht kann es sich um eine (verherrlichende) Beschreibung oder eine Ausführung des Inhalts in dichterischer Form handeln, oder es kann die Wirkung des Kunstwerks auf den Betrachter thematisieren bzw. vom Kunstwerk ausgehend weitergehende Betrachtungen anstellen.
Beispiele finden sich bereits in der antiken Dichtung, etwa der Schild des Aeneas bei Vergil und im antiken Bildepigramm, dann in mittelalterlichen Gemälde-Tituli, ergänzend zu Holzschnitten und Stichen und im barocken Emblem. Vertreter sind im Barock Joost van den Vondel, Georg Philipp Harsdörffer und Sigmund von Birken. Bedeutend war die Form dann vor allem in Romantik und Neuromantik: August Wilhelm Schlegel (Gemäldesonette), Eduard Mörike, Conrad Ferdinand Meyer, Detlev von Liliencron (Böcklins Hirtenknabe), Stefan George (Böcklin), Richard Dehmel, Max Dauthendey, Hugo von Hofmannsthal, Rainer Maria Rilke (Neue Gedichte) und Josef Weinheber sind hier zu nennen.
In der zeitgenössischen Lyrik erlebt das Gemäldegedicht einen regelrechten Boom: Hans Bender, Jürgen Becker, Beat Brechbühl, Theo Breuer, Ulrich Grasnick, Marion Poschmann, Margot Scharpenberg, Ludwig Steinherr, Jan Wagner und andere haben zahlreiche Gemäldegedichte verfasst; in den Werken Ulrich Grasnicks, Thomas Klings und Friederike Mayröckers spielt das Gemäldegedicht eine tragende Rolle.
Eine besondere Gruppe bilden die altnordischen Bildgedichte, eine Form der Skaldendichtung, deren Gegenstand bildliche, künstlerische Darstellungen von heroischen und mythologischen Stoffen sind, so werden in der Húsdrápa des Úlfr Uggason beispielsweise Motive aus hölzernen beschnitzten Wandfriese aus dem Haus des isländischen Bauern Óláfr pái interpretiert. Eine spezielle Form bilden hier die Schildgedichte, welche Bildnisse auf Schilden wiedergeben und interpretieren.